# Pide (pão)

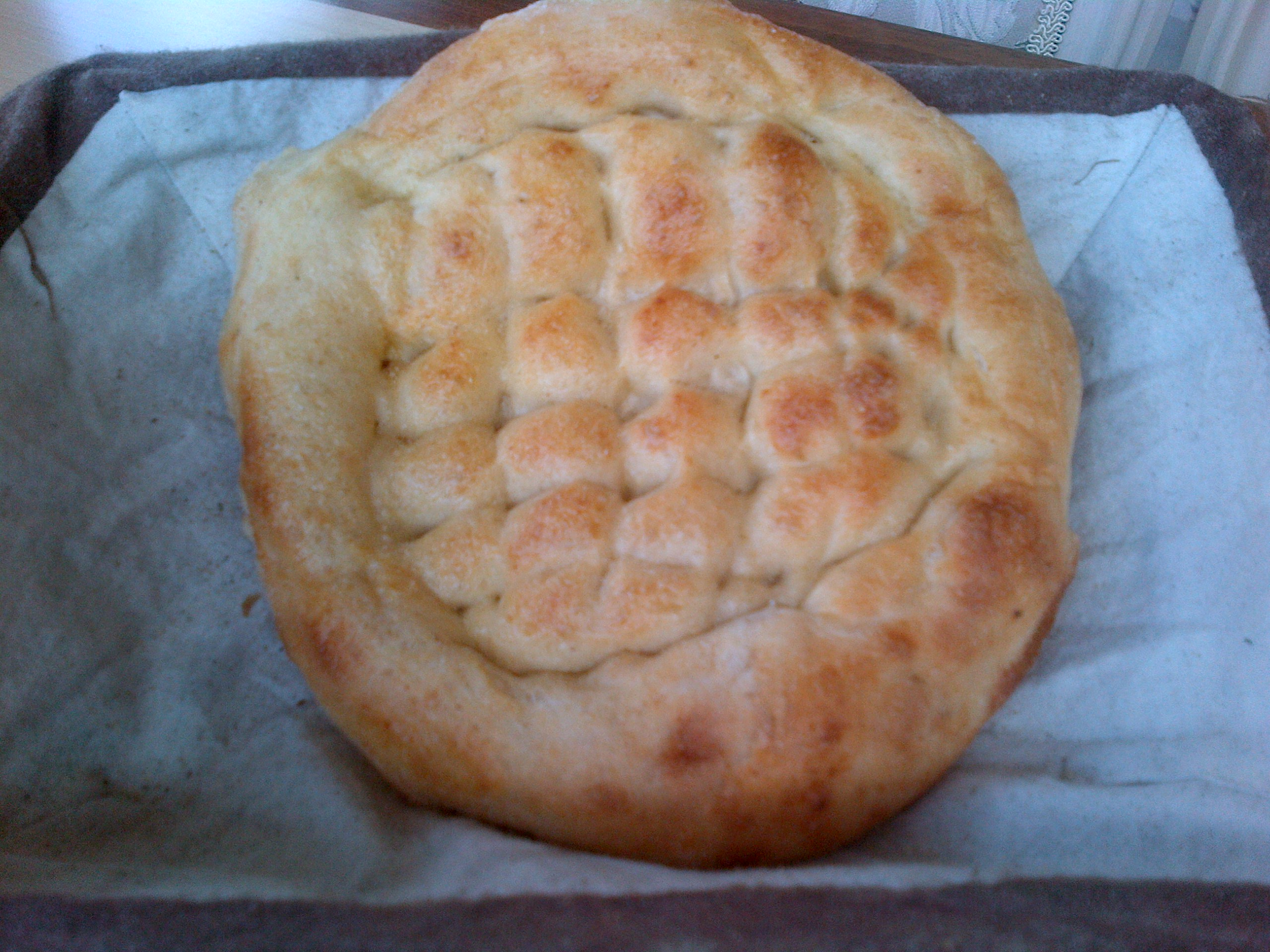
Pão pide simples

Pide é um pão típico da culinária da Turquia; pertence à família do pão-folha, mas é preparado com levedura e azeite, normalmente de forma oval, com dimensões aproximadas de 25 por 40 cm, ornamentado com sementes de sésamo ou de Nigella e com uma rede de sulcos feita com os dedos do padeiro.  Tradicionalmente, o pide e outros pães da mesma família, como yufka, são assados numa placa convexa, embora em tempos mais antigos, a maior parte do pão fosse assada num tandur; modernamente, a placa é muitas vezes substituída por “pedras-de-pizza” e assados dentro dum forno convencional. 
A palavra pide também se refere ao pão cozido com um recheio, que pode ser de queijo, carne ou vegetais. O recheio é colocado no centro da massa e a borda é levantada, sem cobrir o recheio, ficando o pide na forma dum barco, fazendo lembrar os pasteis da Carélia. Como os pides são grandes, o “barco” é partido em fatias para servir. 
No entanto, durante o Ramadã, o pide não leva nenhum recheio, mas é servido com manteiga e ovo estrelado. 